# 太陽 (ファンキー加藤の曲)
「太陽」（たいよう）は、ファンキー加藤の楽曲で、3枚目のシングル。2014年8月20日にドリーミュージックから発売された。

## 収録曲

### CD
1. 太陽 [5:46]
作詞・作曲:ファンキー加藤・川村結花
日本テレビ系水曜ドラマ『ST 赤と白の捜査ファイル』主題歌
2. FLY [4:44]
作詞:ファンキー加藤、作曲:ファンキー加藤・田中隼人
フジテレビ系『めざましテレビ』水曜日テーマソング
3. ヒマワリノユメ [4:30]
作詞:ファンキー加藤、作曲:ファンキー加藤・YANAGIMAN

### DVD
1. 「太陽」VIDEO CRIP
2. 「太陽」メイキング映像